# Forpus xanthops
La cotorrita carigualda o catita enana de cara amarilla (Forpus xanthops) es una especie de ave psitaciforme de la familia Psittacidae endémica de la cuenca del Marañon, al norte del Perú. Se encuentra tanto en los bosques como en las zonas de matorral y de vegetación palustre circundantes a este río.
La especie está amenazada por la pérdida de hábitat y las capturas destinadas al tráfico de aves para ser mascotas. Esto último provocó un rápido declive de la población salvaje en la década de 1980, pero tras la prohibición de su caza parece que la población se ha estabilizado, aunque sigue siendo en tasas muy bajas ya que quedan menos de 1000 individuos en estado salvaje.

## Descripción

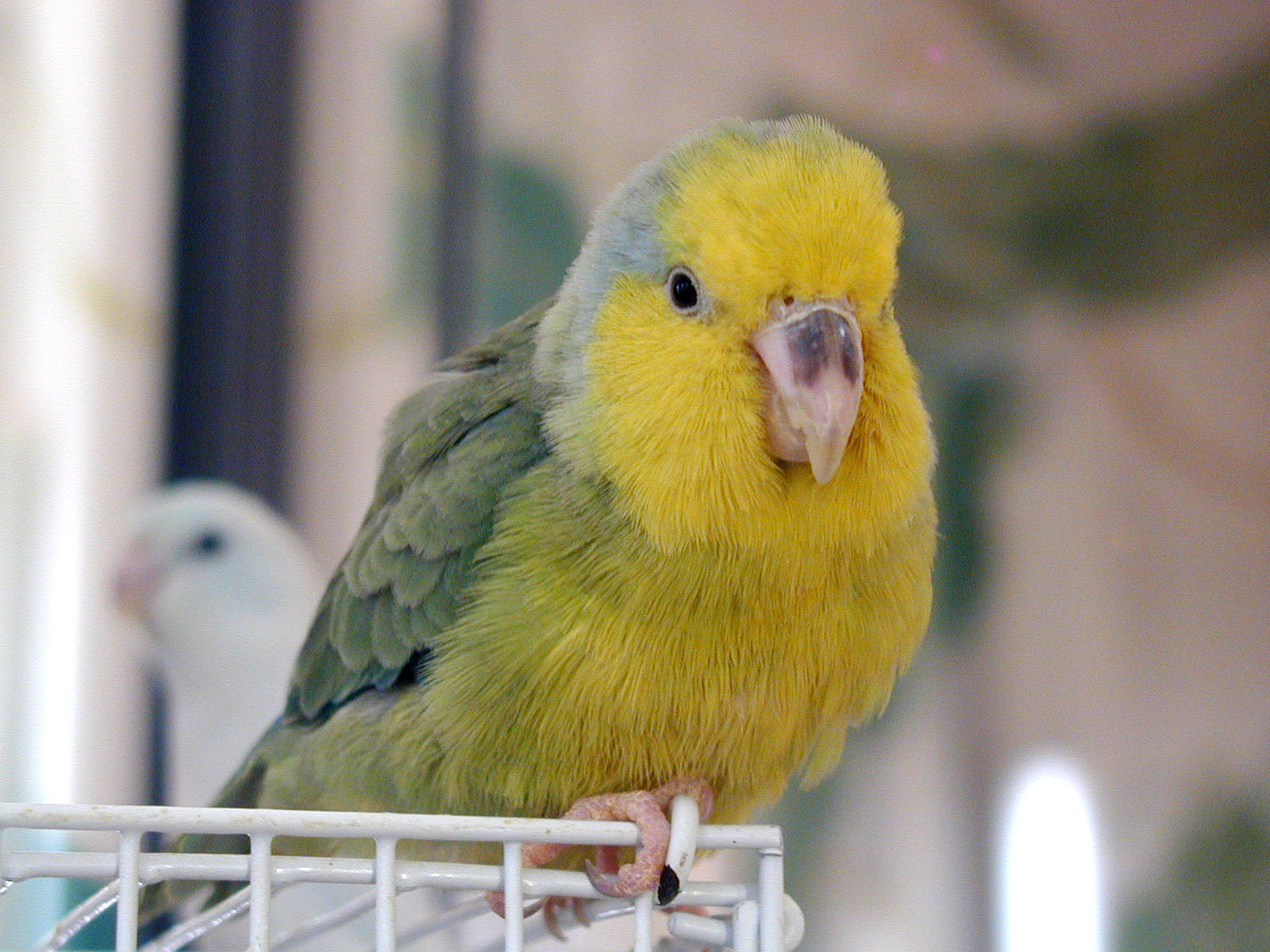
Ejemplar en cautividad.

La cotorrita carigualda mide unos 14,5 cm de largo. Como su nombre indica tiene la cara y pecho de color amarillo intenso. Sus ojos tienen los iris marrones. Sus alas y vientre son verdes. La parte posterior de la cabeza y cuello son azulados prolongándose en una lista postocular. La parte inferior de su espalda y el obispillo son de color azul oscuro en el macho y azul claro en la hembra. Su pico es de color ocre, con zonas grises en la mandíbula superior. Sus patas son pardo rosáceas. Los juveniles son de color amarillo menos intenso apagado y no tiene tonos grises en el pico.